# Théodose de Tchernigov
Saint Théodose l'Évêque de Tchernigov ou Théodose de Tchernigov (ukrainien : Феодосій Чернігівський, russe : Феодосий Черниговский), né dans le monde Polonitski-Ouglitski, vers 1630 et mort en 1696, est un archevêque orthodoxe de l'éparchie de Tchernigov qui fut canonisé par l'Église Orthodoxe Ukrainienne (Russe) en 1896. Sa fête dans le calendrier julien est le 5 février, ainsi que le 9 septembre (translation de ses Reliques).

## Biographie
Théodose naît au début des années 1630 sur la rive droite de l'Ukraine. Il descend d'une famille ancienne de la noblesse, les Polonitski-Ouglitski. Son nom de baptême est inconnu. Il prend en religion celui de Théodose, en l'honneur de saint Théodose de Kiev (vers 1008-1074). Il fait ses études au « collegium », fondé en 1620 et réformé plus tard par le métropolite uniate Pierre Moguila, du monastère de la Présentation de Kiev. La fin des années 1640 marque l'apogée du collegium. Ses recteurs à l'époque sont des personnalités érudites comme l'archimandrite Innocent Giesel, Prussien converti à l'orthodoxie, et l'higoumène Lazare Baranovitch, futur archevêque de Tchernigov. Théodose étudie en même temps que des personnalités marquantes de l'Église orthodoxe, comme Siméon de Polotsk (1629-1680), Johannique Galatowsky (vers 1620-1688), Antoine Radiwillowsky, ou Varlaam de Kiev (1627-1707). Le collegium est au centre des luttes d'influence entre l'orthodoxie et l'uniatisme, mis en avant par les jésuites. Il est bientôt fermé par les Polonais, lorsqu'ils s'emparent de la ville et de la majeure partie du territoire de l'Ukraine actuelle. Théodose, qui est opposé à l'uniatisme, poursuit ses études à l'étranger, puis devient moine à la laure des Grottes de Kiev. Ses hautes capacités sont bientôt remarquées par le métropolite de Kiev et de toutes les Russies, Dionysius (Balaban), qui le nomme archidiacre de la cathédrale Sainte-Sophie, puis à la tête de l'administration du palais archiépiscopal.
Cependant Théodose demande par la suite à entrer dans un monastère plus rigoureux, celui de Kroupitski, près de Batourine, dans l'éparchie de Tchernigov. Il y devient hiéromoine.
Théodose est choisi higoumène du monastère de Korsoun, près de Kiev, en 1662, et à la tête du monastère Saint-Michel-de-Vydoubitch deux ans plus tard. Ce monastère s'était rallié auparavant à l'uniatisme, ce fut le rôle de Théodose de le restaurer. Son chœur est réputé dans toute la Russie, et Théodose l'accompagne même à Moscou en 1685. Il construit aussi un petit ermitage personnel au monastère pour ses retraites. Cependant l'évêque Méthode (Philimonov) de Mstislav (correspondant au territoire actuel de Moguilev) accuse Théodose de correspondre avec des comploteurs. Il doit s'expliquer le 20 septembre 1688, et il est bientôt blanchi. Le tsar Alexis Ier, lui-même, l'assure de sa confiance.
Théodose devient archimandrite du monastère de l'Assomption d'Eletski à Tchernigov, en 1688, à la place de son ancien camarade d'études Johannique Galatowsky, décédé. Il doit aussi restaurer le monastère qui avait été remplacé par un couvent dominicain. Le monastère est reconstruit en deux ans. Saint Théodose devient aussi le principal collaborateur de l'archevêque de Tchernigov, Lazare (Baranovitch), son ancien recteur d'études. Il prend part au synode convoqué par le patriarche Joachim de Moscou (1621-1690) à propos des relations du siège métropolitain de Kiev avec la question soulevée par le concile de Florence un siècle et demi plus tôt sur l'uniatisme et sur la transsubstantiation. En 1692, Théodose est élu par un concile réunissant l'hetman Mazepa, le clergé de Petite Russie, et les représentants des fidèles, en tant qu'archevêque avec droit de succession de Tchernigov, ce qui est confirmé par sa consécration en la cathédrale de l'Assomption du Kremlin, le 9 septembre 1692, en présence d'Ivan V et de Pierre Ier de Russie. Il lui est donné le droit de célébrer en sakkos, tenue liturgique portée uniquement alors par les patriarches et métropolites. l'archevêque en titre, Lazare, âgé et malade, meurt en décembre 1693 et Théodose lui succède.
Dès lors il fait construire ou restaurer des monastères, appelle à la prêtrise des candidats mieux formés, et fait venir de Kiev des moines érudits. Il fait aussi bâtir de nouvelles églises. Le futur Jean de Tobolsk (1651-1715) (dans le monde: Maximovitch) l'aide à ouvrir des séminaires et à diriger l'administration du diocèse. Il prend sa succession à sa mort.
Théodose de Tchernigov est canonisé par l'Église russe orthodoxe en 1896. Il repose dans la cathédrale de la Sainte-Trinité de Tchernigov.